# Jezioro Mątowy Wielkie
Jezioro Mątowy Wielkie – jezioro na Żuławach Wiślanych, położone w gminie Miłoradz, w powiecie malborskim, w woj. pomorskim. 
Zbiornik ma powierzchnię 16,68 ha.